# Aed
Aezii erau poeți epici recitatori și cântăreți din Grecia antică, care își recitau propriile versuri în acompaniament de liră.
Creația epică orală a generațiilor de aezi stă la baza epopeilor homerice.